# Leopold Raymund Leonhard von Thun und Hohenstein
Leopold Raymund Leonhard von Thun und Hohenstein (Děčín, 17 aprile 1748 – Praga, 22 ottobre 1826) è stato un vescovo cattolico tedesco, vescovo di Passavia.

## Biografia
Leopold Leonhard era il più giovane di dodici figli del conte Johann Joseph von Thun und Hohenstein e della sua prima moglie, la contessa Maria Cristiana di Hohenzollern-Hechingen.
Destinato alla carriera ecclesiastica dal 1768, venne consacrato sacerdote a Litoměřice il 19 settembre 1771. Nel 1787 venne nominato canonico a Passavia, nel 1795 divenne prevosto e il 29 maggio 1796 venne nominato vicario diocesano.
Dopo la morte di suo cugino, il principe-vescovo Thomas Johann von Thun und Hohenstein, il capitolo della cattedrale lo elesse quale suo successore il 13 dicembre 1796. La conferma papale gli pervenne il 24 luglio 1797 ed il 27 agosto di quello stesso anno venne ordinato vescovo dal principe-vescovo Joseph Adam von Arco nella Cattedrale di Passavia.
Il 22 febbraio 1803 il Vescovato di Passavia perdette il proprio dominio secolare in quanto, con la mediatizzazione del Sacro Romano Impero, seguì la sorte di molti stati ecclesiastici antichi sul suolo tedesco e il suo territorio venne suddiviso tra Elettorato di Salisburgo e Baviera. Egli fu costretto a lasciare definitivamente il proprio titolo nel giugno del 1803 in aperta disputa con il ministro bavarese Montgelas.

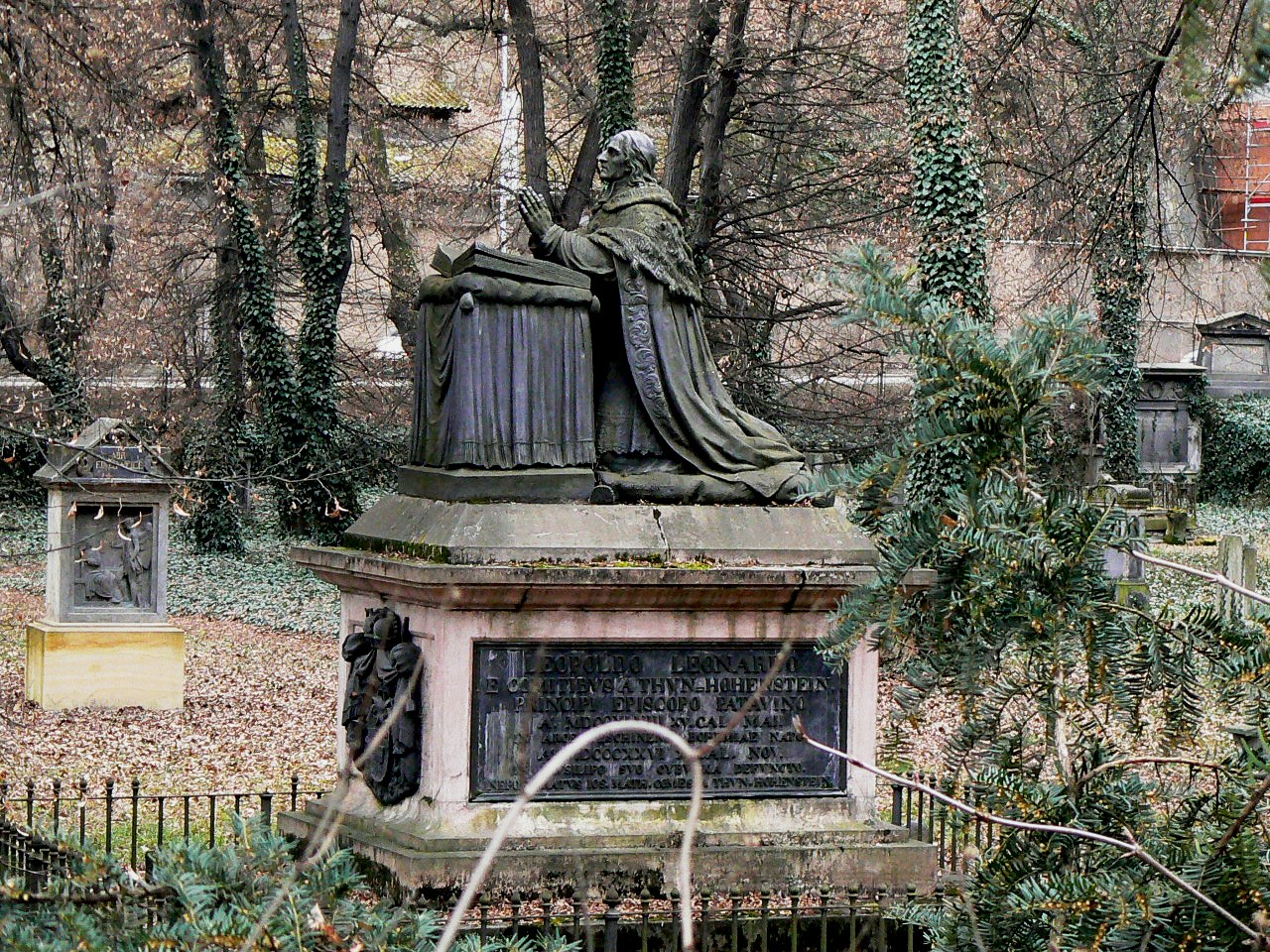
La grandiosa tomba del vescovo Thun und Hohenstein a Praga

Egli fu uno dei vescovi tedeschi più restii e battaglieri alla dissoluzione del potere temporale del suo stato e si rifiutò di riconoscere il nuovo stato delle cose. Egli trasferì la propria cancelleria ad Auersperg, avvalendosi del suo vicario Karl Kajetan von Gaisruck (che venne in seguito nominato Arcivescovo di Milano).
Leopold Leonhard von Thun und Hohenstein visse fino alla sua morte nella sua residenza di Cibulka a Praga. Nel 1819 egli presentò le proprie dimissioni alla Santa Sede, che però non le accettò ed egli rimase formalmente in carica sino alla propria morte. Venne sepolto nel cimitero di Koschir vicino a Praga.

## Genealogia episcopale e successione apostolica
La genealogia episcopale è:
- Papa Giulio II
- Cardinale Raffaele Sansone Riario
- Papa Leone X
- Papa Paolo III
- Cardinale Francesco Pisani
- Cardinale Alfonso Gesualdo
- Papa Clemente VIII
- Cardinale Pietro Aldobrandini
- Cardinale Laudivio Zacchia
- Cardinale Antonio Barberini
- Cardinale Marcantonio Franciotti
- Papa Innocenzo XII
- Cardinale Leopold Karl von Kollonitsch-Lipót
- Cardinale Johann Philipp von Lamberg
- Arcivescovo Franz Anton von Harrach zu Rorau
- Arcivescovo Leopoldo Antonio Eleuterio Firmian
- Cardinale Leopoldo Ernesto Firmian
- Arcivescovo Joseph Adam von Arco
- Vescovo Leopold Raymund Leonhard von Thun und Hohenstein

La successione apostolica è:
- Vescovo Emanuel Maria Thun (1797)
- Arcivescovo Leopold Maximilian von Firmian (1797)
- Cardinale Karl Kajetan von Gaisruck (1801)

## Ascendenza
|                                                  |                                    |                                         | Genitori                                 |  |  | Nonni |  |  | Bisnonni                           |  |  | Trisnonni                               |  |
|                                                  |                                    |                                         |                                          |  |  |       |  |  | Maximilian von Thun und Hohenstein |  |  | Johann Siegmund von Thun und Hohenstein |  |
|                                                  |                                    |                                         |                                          |  |  |       |  |  | Maximilian von Thun und Hohenstein |  |  | Johann Siegmund von Thun und Hohenstein |  |
|                                                  |                                    | Margaretha Anna zu Oettingen-Baldern    |                                          |  |  |       |  |  | Maximilian von Thun und Hohenstein |  |  |                                         |  |
| Francis Joseph von Thun und Hohenstein           |                                    |                                         |                                          |  |  |       |  |  | Maximilian von Thun und Hohenstein |  |  |                                         |  |
|                                                  |                                    | Marie von Liechtenstein                 | Hartmann III von Liechtenstein           |  |  |       |  |  |                                    |  |  |                                         |  |
|                                                  |                                    | Marie von Liechtenstein                 | Hartmann III von Liechtenstein           |  |  |       |  |  |                                    |  |  |                                         |  |
|                                                  |                                    | Marie von Liechtenstein                 | Sidonie Elisabeth zu Salm-Reifferscheidt |  |  |       |  |  |                                    |  |  |                                         |  |
| Josef von Thun und Hohenstein                    |                                    | Marie von Liechtenstein                 |                                          |  |  |       |  |  |                                    |  |  |                                         |  |
|                                                  |                                    | Aloys Thomas Raimund von Harrach        | Ferdinand Bonaventura I von Harrach      |  |  |       |  |  |                                    |  |  |                                         |  |
|                                                  |                                    | Aloys Thomas Raimund von Harrach        | Ferdinand Bonaventura I von Harrach      |  |  |       |  |  |                                    |  |  |                                         |  |
|                                                  |                                    | Aloys Thomas Raimund von Harrach        | Johanna Theresia von Lamberg             |  |  |       |  |  |                                    |  |  |                                         |  |
| Maria Philippine von Harrach                     |                                    | Aloys Thomas Raimund von Harrach        |                                          |  |  |       |  |  |                                    |  |  |                                         |  |
|                                                  |                                    | Maria Barbara von Sternberg             | Wenzel Adalbert von Sternberg            |  |  |       |  |  |                                    |  |  |                                         |  |
|                                                  |                                    | Maria Barbara von Sternberg             | Wenzel Adalbert von Sternberg            |  |  |       |  |  |                                    |  |  |                                         |  |
|                                                  |                                    | Maria Barbara von Sternberg             | Clara Bernhardine von Maltzan            |  |  |       |  |  |                                    |  |  |                                         |  |
| Leopold Raymund Leonhard von Thun und Hohenstein |                                    | Maria Barbara von Sternberg             |                                          |  |  |       |  |  |                                    |  |  |                                         |  |
|                                                  | Philipp von Hohenzollern-Hechingen | Johann Georg von Hohenzollern-Hechingen |                                          |  |  |       |  |  |                                    |  |  |                                         |  |
|                                                  | Philipp von Hohenzollern-Hechingen | Johann Georg von Hohenzollern-Hechingen |                                          |  |  |       |  |  |                                    |  |  |                                         |  |
|                                                  | Philipp von Hohenzollern-Hechingen | Franziska zu Salm-Neufville             |                                          |  |  |       |  |  |                                    |  |  |                                         |  |
| Hermann Friedrich von Hohenzollern-Hechingen     | Philipp von Hohenzollern-Hechingen |                                         |                                          |  |  |       |  |  |                                    |  |  |                                         |  |
|                                                  |                                    | Marie Sidonie von Baden-Rodemachern     | Herman Fortunatus von Baden-Rodemachern  |  |  |       |  |  |                                    |  |  |                                         |  |
|                                                  |                                    | Marie Sidonie von Baden-Rodemachern     | Herman Fortunatus von Baden-Rodemachern  |  |  |       |  |  |                                    |  |  |                                         |  |
|                                                  |                                    | Marie Sidonie von Baden-Rodemachern     | Antonie Elisabeth von Criechingen        |  |  |       |  |  |                                    |  |  |                                         |  |
| Marie Christine von Hohenzollern-Hechingen       |                                    | Marie Sidonie von Baden-Rodemachern     |                                          |  |  |       |  |  |                                    |  |  |                                         |  |
|                                                  |                                    | Franz Albrecht zu Oettingen-Spielberg   | Johann Franz zu Oettingen-Spielberg      |  |  |       |  |  |                                    |  |  |                                         |  |
|                                                  |                                    | Franz Albrecht zu Oettingen-Spielberg   | Johann Franz zu Oettingen-Spielberg      |  |  |       |  |  |                                    |  |  |                                         |  |
|                                                  |                                    | Franz Albrecht zu Oettingen-Spielberg   | Ludowika Rosalie von Attems              |  |  |       |  |  |                                    |  |  |                                         |  |
| Maria Josefa zu Oettingen-Spielberg              |                                    | Franz Albrecht zu Oettingen-Spielberg   |                                          |  |  |       |  |  |                                    |  |  |                                         |  |
|                                                  |                                    | Johanna Margaretha von Schwendi         | Franz Ignaz von Schwendi                 |  |  |       |  |  |                                    |  |  |                                         |  |
|                                                  |                                    | Johanna Margaretha von Schwendi         | Franz Ignaz von Schwendi                 |  |  |       |  |  |                                    |  |  |                                         |  |
|                                                  |                                    | Johanna Margaretha von Schwendi         | Maria Margareta Fugger zu Glött          |  |  |       |  |  |                                    |  |  |                                         |  |
|                                                  |                                    | Johanna Margaretha von Schwendi         |                                          |  |  |       |  |  |                                    |  |  |                                         |  |

## Stemma
|  |

|  |